# Portugal en los Juegos Olímpicos de la Juventud 2018
Portugal participó en los Juegos Olímpicos de la Juventud 2018 en Buenos Aires, Argentina, celebrados entre el 6 y el 18 de octubre de 2018. Obtuvo una medalla de oro y dos medallas de plata en las justas.

## Medallero
| Presea        | Medalla de oro | Medalla de plata | Medalla de bronce | Total |
| ------------- | -------------- | ---------------- | ----------------- | ----- |
| TOTAL OFICIAL | 1              | 2                | 0                 | 3     |

## Canotaje
Portugal clasificó un bote en esta disciplina.
- C1 masculino - 1 bote

## Gimnasia

### Acrobática
Portugal clasificó a dos atletas para esta disciplina.
- Equipo mixto - 1 equipo de 2 atletas

### Artística
Portugal clasificó a un gimnasta en esta disciplina.
- Individual femenino - 1 plaza

### Trampolín
Portugal clasificó a un gimnasta en esta disciplina.
- Trampolín masculino - 1 plaza

## Vela
Portugal clasificó un bote en esta disciplina.
- Techno 293+ masculino - 1 bote

## Triatlón
Portugal clasificó a dos atletas para esta disciplina.
- Individual masculino - 1 plaza
- Individual femenino - 1 plaza